# Anchoradiscoides serpentinus
Anchoradiscoides serpentinus är en plattmaskart. Anchoradiscoides serpentinus ingår i släktet Anchoradiscoides och familjen Dactylogyridae. Inga underarter finns listade i Catalogue of Life.